# 亚美尼亚字母公园
亚美尼亚字母公园位於亞美尼亞阿拉加措特恩州阿爾塔沙萬村，阿拉加茨山東面。啟用於2005年，正值亞美尼亞字母誕生1600週年之際。由39枚巨大的亞美尼亞字母雕塑和亞美尼亞偉人的紀念碑組成。亞美尼亞字母創建於405-406年，它是由語言學家和教會領袖梅斯罗普·马什托茨創造的，目的是讓亞美尼亞人可以使用聖經並傳播基督教。